# Peep!
Peep! – singel francuskiej piosenkarki Amandy Lear, wydany w 1995 roku.

## Ogólne informacje
Był to drugi singel promujący płytę Alter Ego i okazał się większym sukcesem niż poprzedni, „Everytime You Touch Me”. Piosenka została wykorzystana w czołówce niemieckiego programu rozrywkowego Peep! o tematyce erotycznej, którego prowadzącą była Amanda Lear. Program był znany także jako Beware of the Blondes.

## Teledysk
Teledysk do piosenki przedstawia Amandę Lear wykonującą utwór na scenie z tancerzami. Całość przeplatana jest innymi ujęciami piosenkarki oraz scenami o zabarwieniu erotycznym.

## Lista ścieżek
- CD single[1][2]

1. „Peep!” (Radio Version) – 3:49
2. „Peep!” (22.15 Sunday Night Mix) – 5:18
3. „Peep!” (Undercover Version) – 5:06
4. „Peep!” (Instrumental Passion Mix) – 3:56
5. „On the Air Tonight” – 3:34

- 12" single[3]

1. „Peep!” (22.15 Sunday Night Mix) – 5:18
2. „Peep!” (Undercover Version) – 5:06
3. „Peep!” (Instrumental Passion Mix) – 3:56
4. „On the Air Tonight” – 3:34